# Memphis Depay
Memphis Depay (* 13. února 1994 Moordrecht) je nizozemský profesionální fotbalista, který hraje na pozici útočníka za nizozemský národní tým.
Na klubové úrovni působil mimo Nizozemsko v Anglii a v Francii, od roku 2021 je ve Španělsku. Účastník Mistrovství světa 2014 v Brazílii a Mistrovství světa 2022 v Kataru.
V roce 2015 získal Cenu Johana Cruijffa (Johan Cruijff Prijs), která se v Nizozemsku každoročně uděluje nejlepším mladým hráčům do 21 let.
Má nizozemskou matku a otce původem z Ghany.

## Klubová kariéra

### PSV Eindhoven
Depay prošel mládežnickými týmy Sparty Rotterdam a PSV Eindhoven, odkud později přešel do A-mužstva PSV. S klubem vyhrál v sezóně 2011/12 nizozemský fotbalový pohár (KNVB beker, výhra 3:0 ve finále nad Heracles Almelo) a Johan Cruijff Schaal (nizozemský Superpohár) v roce 2012. V sezóně 2014/15 se stal s 22 vstřelenými góly nejlepším kanonýrem Eredivisie, svými góly pomohl PSV k zisku ligového titulu.

### Manchester United
Začátkem května 2015 se dohodl na přestupu do anglického prvoligového týmu Manchester United FC.

### Olympique Lyon
V lednu 2017 změnil působiště, odešel do francouzského klubu Olympique Lyon. Po týdnu v Lyonu debutoval v ligovém utkání proti Olympique Marseille, které Lyon vyhrál 3:1. Depay byl poslán do utkání trenérem Brunem Genesiou na posledních 11 minut za Mathieu Valbuenu.

### Barcelona
Dne 19. června 2021 se Depay stal hráčem Barcelony, se kterou podepsal dvouletou smlouvu jako volný hráč. 15. srpna Memphis debutoval v barcelonském dresu při ligovém vítězství 4:2 nad Realem Sociedad na Camp Nou. O šest dní později vstřelil svůj první gól za klub ve svém druhém zápase, když se postaral o vyrovnávací gól v zápase s Athleticem Bilbao (1:1).

### Atlético Madrid
Barcelona se v lednu 2023 dohodla na prodeji Memphise Depaye do Atlética Madrid za 3 miliony eur.

## Reprezentační kariéra

### Mládežnické výběry
Memphis Depay byl členem nizozemských reprezentačních mládežnických výběrů od kategorie U17.
S týmem do 17 let vyhrál v roce 2011 Mistrovství Evropy U17 konané v Srbsku, kde Nizozemsko porazilo ve finále Německo 5:2. Ve stejném roce hrál i na Mistrovství světa hráčů do 17 let v Mexiku, kde mladí Nizozemci vyhořeli a obsadili s jedním bodem poslední čtvrté místo v základní skupině A.
V červnu 2013 byl nominován na Mistrovství Evropy hráčů do 21 let konané v Izraeli, kde mladí Nizozemci postoupili do semifinále, v němž vypadli s Itálií po porážce 0:1.

### A-mužstvo
V nizozemském reprezentačním A-mužstvu debutoval pod trenérem Louisem van Gaalem 15. října 2013 v kvalifikačním zápase v Istanbulu proti národnímu týmu Turecka. Nastoupil v 89. minutě, Nizozemci vyhráli 2:0.
Trenér Louis van Gaal jej vzal na Mistrovství světa 2014 v Brazílii. Ve druhém zápase Nizozemska v základní skupině B proti Austrálii 18. června 2014 vstřelil vítězný gól na konečných 3:2 a svůj první v národním A-týmu. Druhý gól přidal po úniku a přihrávce Arjena Robbena v zápase s Chile, kdy pečetil stav zápasu na konečných 2:0 pro Nizozemsko. Jeho tým obsadil s plným počtem 9 bodů první místo v základní skupině B. Nizozemci se nakonec propracovali do boje o třetí místo proti Brazílii, vyhráli 3:0 a získali bronzové medaile.
Představil se na Mistrovství světa konané roku 2022 v Kataru, nominace jej však zastihla v době zranění. Úvodní skupinové utkání proti Senegalu 21. listopadu zahájil na lavičce náhradníků. Ve druhém poločase jej trenér Louis van Gaal vyslal na hřiště a Depay pomohl vyhrát 2:0, když jeho odraženou střelu v nastaveném čase vpravil do sítě Davy Klaassen. Mimo základní jedenáctku stanul rovněž 25. listopadu v klání s Ekvádorem, ve kterém se remizovalo 1:1 a Depay odehrál druhý poločas.

### Reprezentační góly
Góly Memphise Depaye za A-tým Nizozemska
| 010                  | 18. 6. 2014  | Estádio Beira-Rio, Porto Alegre, Brazílie  | Austrálie   | 2:3 | 2:3 | MS 2014             |
| 02                   | 23. 6. 2014  | Arena Corinthians, São Paulo, Brazílie     | Chile       | 2:0 | 2:0 | MS 2014             |
| 03                   | 5. 6. 2015   | Amsterdam ArenA, Amsterdam, Nizozemsko     | USA         | 3:1 | 3:4 | přátelský zápas     |
| 04                   | 13. 11. 2016 | Stade Josy Barthel, Lucemburk, Lucembursko | Lucembursko | 2:1 | 3:1 | Kvalifikace MS 2018 |
| 05                   | 13. 11. 2016 | Stade Josy Barthel, Lucemburk, Lucembursko | Lucembursko | 3:1 | 3:1 | Kvalifikace MS 2018 |
| Platí k 16. 11. 2016 |              |                                            |             |     |     |                     |

## Úspěchy

### Individuální
- Tým roku Ligue 1 podle UNFP – 2020/21[21]